# Bas Verheijden

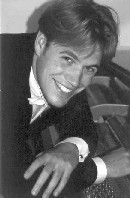
Bas Verheijden

Bas Verheijden (Zeist, 27 september 1974) is een Nederlands pianist.

## Carrière
Hij begon op tienjarige leeftijd met pianospelen. Zowel in 1990 als in 1992 won Verheijden het Steinway Concours en in 1991 behaalde hij de eerste prijs op het Prinses Christina Concours. In 1997 was hij winnaar van het Internationale Muziekconcours Scheveningen voor Piano, waar hem ook de persprijs werd toegekend.
In 1999 sloot hij zijn studie bij Jan Wijn aan het Conservatorium van Amsterdam af met een 9½ met onderscheiding. In dat jaar werd Verheijden als eerste Nederlander ooit aangenomen aan de Accademia Pianistica incontri col Maestro in Imola, Italië, waar hij twee jaar studeerde bij Boris Petrushansky. In 2001 volgde hij een week lang een masterclass bij Maria João Pires. Hiervan werd door de AVRO een documentaire gemaakt.
Verheijden voerde in 2000 veertien avonden achtereen het Derde pianoconcert van Rachmaninov uit in alle grote zalen van Nederland met het Nederlands Studenten Orkest onder leiding van Roland Kieft. Tijdens die tournee werd een live-cd opgenomen in de Grote Zaal van het Concertgebouw. Ook gaf hij in oktober 2000 een recital in de serie Jonge Nederlanders van Het Concertgebouw en maakte hij tournees door Spanje, Indonesië, Groot-Brittannië, Denemarken, Italië en Noorwegen.
Hij trad op met orkesten als het Noordhollands Philharmonisch Orkest o.l.v Lucas Vis, de Koninklijke Marinierskapel o.l.v. Maurice Hamers, het Philharmonisches Orchester Hagen o.l.v. Anthony Hermus en het UvA-Orkest J. Pzn Sweelinck o.l.v. Jeppe Moulijn.
Samen met Niek van Oosterum vormt Verheijden sinds 1993 een vast twee-piano duo. In 1998 wonnen zij het Vriendenkransconcours van de Vereniging Vrienden van het Concertgebouw. Hier viel hen ook de Concertgebouwprijs ten deel. In 1999 wonnen Van Oosterum en Verheijden het kamermuziekconcours van het Nederlands Impresariaat. Later dat jaar maakten zij hun debuut als duo in de Grote zaal van Het Concertgebouw. Hiernaast vormt Verheijden duo's met Maarten Jansen (cello) en Liza Ferschtman (viool). Met Ferschtman nam hij in 2004 een dubbel-cd op met werken van Franck, Poulenc, Debussy, Stavinsky en Tsjaikovski, die werd beoordeeld met een 10 in Luister van februari 2005 en doordrong tot de tweede plaats in de Klassieke Top 50 van Radio 4. Ook maakt Verheijden deel uit van het Bartók Trio met klarinettiste Nancy Braithwaite en violiste Marta Abraham en van The Atlantic Trio met violiste Janneke van Prooijen en cellist Ansfried Plat.